# Hemidactylus mahendrai
Hemidactylus mahendrai este o specie de șopârle din genul Hemidactylus, familia Gekkonidae, descrisă de Shukla 1983. Conform Catalogue of Life specia Hemidactylus mahendrai nu are subspecii cunoscute.